# قوم برگزیده
قوم برگزیده (عبری: עם סגולה / העם הנבחר‎، آوانگاری: am segulah / ha-am ha-nivhar) در طول تاریخ، گروه‌های مختلفی از مردم برای هدفی خاص، خود را قوم برگزیده یک خدا (الوهیت) می‌دانستند. پدیده «قوم برگزیده» در میان بنی‌اسرائیل و یهودیان به خوبی شناخته شده‌است، که در آن اصطلاح زبان عبری: עם סגולה / העם הנבחר، به زبان رومی: ha-am segulah / ha-nivhar) در ابتدا به بنی‌اسرائیل اشاره می‌کرد که توسط یهوه انتخاب شده‌اند تا فقط او را بپرستند و مأموریت اعلام حقیقت او را در سراسر جهان انجام دهند.